# Marc Valeri Messal·la (cònsol 53 aC)
Marc Valeri Messal·la (en llatí Marcus Valerius Messalla) va ser un magistrat romà fill de Marc Valeri Messal·la Níger.
Va ser elegit cònsol l'any 53 aC, però degut als disturbis i els nomenaments d'interrexs, no va poder assumir el càrrec fins a la meitat del seu període. Messal·la es va gastar molts diners en la seva elecció. Tenia el suport de Ciceró i l'enemistat de Publi Clodi i secretament de Gneu Pompeu que volia ser nomenat dictador. Va ser acusat per Quint Pompeu Ruf (net de Sul·la) de subornar els comicis per a ser elegit. Defensat pel seu oncle Quint Hortensi va ser absolt del suborn, però trobat culpable de transgredir la Lex Licinia de Sodalitiis, és a dir de controlar mitjançant intrigues, les assemblees i, per tant, les eleccions.
L'any 47 aC era amb Juli Cèsar a l'Orient i va ser ell probablement el seu legat a la guerra a Àfrica l'any 46 aC quan un motí dirigit per un centurió el va assetjar a Messana, i va arribar tard a Útica quan ja s'havia lliurat la batalla de Tapsos. L'any 45 aC era a Hispània.
Messal·la tenia una gran reputació per la seva habilitat en desxifrar els auguris, i va escriure llibres sobre aquest tema. Alguns escassos fragments d'aquests llibres els va preservar Aule Gel·li Ciceró menciona les cartes que Messal·la va escriure durant la seva estada a Hispània.